# George de Lacy Evans

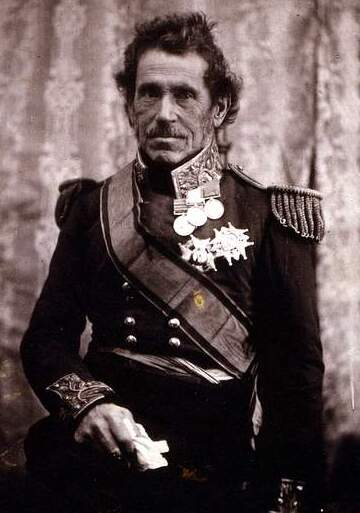
Generallöjtnant De Lacy Evans 1855, fotografi av Roger Fenton.

George de Lacy Evans, född 1787, död 9 januari 1870, var en brittisk militär.
Evans trädde 1809 i Ostindiska kompaniets tjänst och deltog i deras fälttåg mot indierna. Från 1812 kämpade han i Spanien mot fransmännen och följde 1814 general Robert Ross till Nordamerika, där han sårades vid New Orleans. 1815-18 tjänstgjorde Evans i Belgien och Frankrike och utmärkte sig i slaget vid Waterloo. Med en i Storbritannien värvad "brittisk legion" deltog han i Spanien under Första carlistkriget på drottningens sida. Vid Krimkrigets utbrott blev han 1854 generallöjtnant och erhöll befälet över 2:a divisionen, men vilken han med utmärkelse deltog i slagen vid Alma, Balaklava och Inkerman. 1861 befordrades Evans till general.